# Järve (Kohtla)
Järve – wieś w Estonii, w prowincji Virumaa Wschodnia, w gminie Kohtla.